# Gestes Propres
 (octobre 2024).
Gestes Propres est une association française créée en 1971 qui lutte contre les déchets abandonnés dans l'environnement.
Anciennement nommée « Vacances Propres », elle a changé de nom pour mieux exprimer sa mission de promotion des gestes propres au quotidien.

## Histoire
L'association a été fondée le 12 février 1971 pour combattre le problème des déchets abandonnés dans la nature. Elle a d'abord porté le nom de "Vacances Propres", à l'initiative d'Antoine Riboud, avant d'adopter sa dénomination actuelle afin de refléter son action tout au long de l'année.

## Mission et actions
La mission principale de Gestes Propres est de lutter contre les déchets sauvages et marins en mobilisant l'ensemble des acteurs concernés : citoyens, entreprises, collectivités territoriales, pouvoirs publics, associations, etc. Ses principales actions comprennent :
- Des campagnes nationales de sensibilisation du grand public
- La mise à disposition d'outils et de programmes pour les collectivités locales et les entreprises
- L'installation de poubelles et de sacs de collecte reconnaissables à leurs rayures
- Des partenariats avec près de 1100 collectivités locales.

## Organisation
L'association est gouvernée par deux collèges au sein de son conseil d'administration :
- Un collège "Entreprises et éco-organismes"
- Un collège "Territoires et espaces naturels"

Cette gouvernance reflète la volonté de l'association d'impliquer l'ensemble des parties prenantes dans son action.

## Partenaires
Gestes Propres collabore avec de nombreux partenaires, dont :
- Près de 1100 collectivités locales
- Des entreprises engagées dans la RSE
- Le Ministère de la Transition Écologique
- L'Association des Maires de France[2]
- Des éco-organismes comme Citeo, Alcome et Eco-Maison.

## Impact
L'association estime qu'environ 1 million de tonnes de déchets sont abandonnées chaque année en France. Son dispositif de collecte et ses campagnes de sensibilisation visent à réduire ce chiffre en incitant les citoyens à adopter les bons gestes.